# Museo José Luis Bello y Zetina
El Museo José Luis Bello y Zetina está ubicado en el Centro histórico de Puebla anexo al Templo de Santo Domingo. La casa y la colección de obras de arte que alberga se formaron gracias a la donación del filántropo poblano José Luis Bello y Zetina. Entre la colección se hallan pinturas de Murillo, El Greco, Zubarán, Miguel Cabrera, Agustín Arrieta, entre muchos otros.

## Historia de la casa
El inmueble perteneció al Convento de Santo Domingo al cual sirvió de portal y Sala de Profundis, como se aprecia en la fachada lateral que da hacia el atrio (véase fotografía del encabezado), profusamente decorada en filigrana de argamasa, al estilo manierista, que constituye uno de los ejemplos más bellos del barroco poblano, y los arcos del portal ya clausurados. El convento dejó de ser parte del Templo de Santo Domingo al ser enajenados sus bienes por el gobierno en virtud de las Leyes de Reforma.
Desamortizado el inmueble, fue comprado en 1882 por el acaudalado industrial José Luis Bello y González, quien lo acondicionó como casa habitación y residencia para él y su esposa de quien se desposó en 1884, heredándola después a su único hijo, don José Luis Bello y Zetina (1889-1968) que la conservó hasta su muerte, disponiendo en su testamento que el inmueble fuera destinado para museo, ya que había fallecido viudo y sin herederos.
La colección de arte fue adquirida a través de personas o de los mismos familiares, quienes de regreso de sus viajes traían los objetos de arte que los Bello compraban. Estos se fueron acumulando a través de tres generaciones de la familia Bello.  
La inauguración del museo se llevó a cabo el 16 de abril de 1972.

## El museo

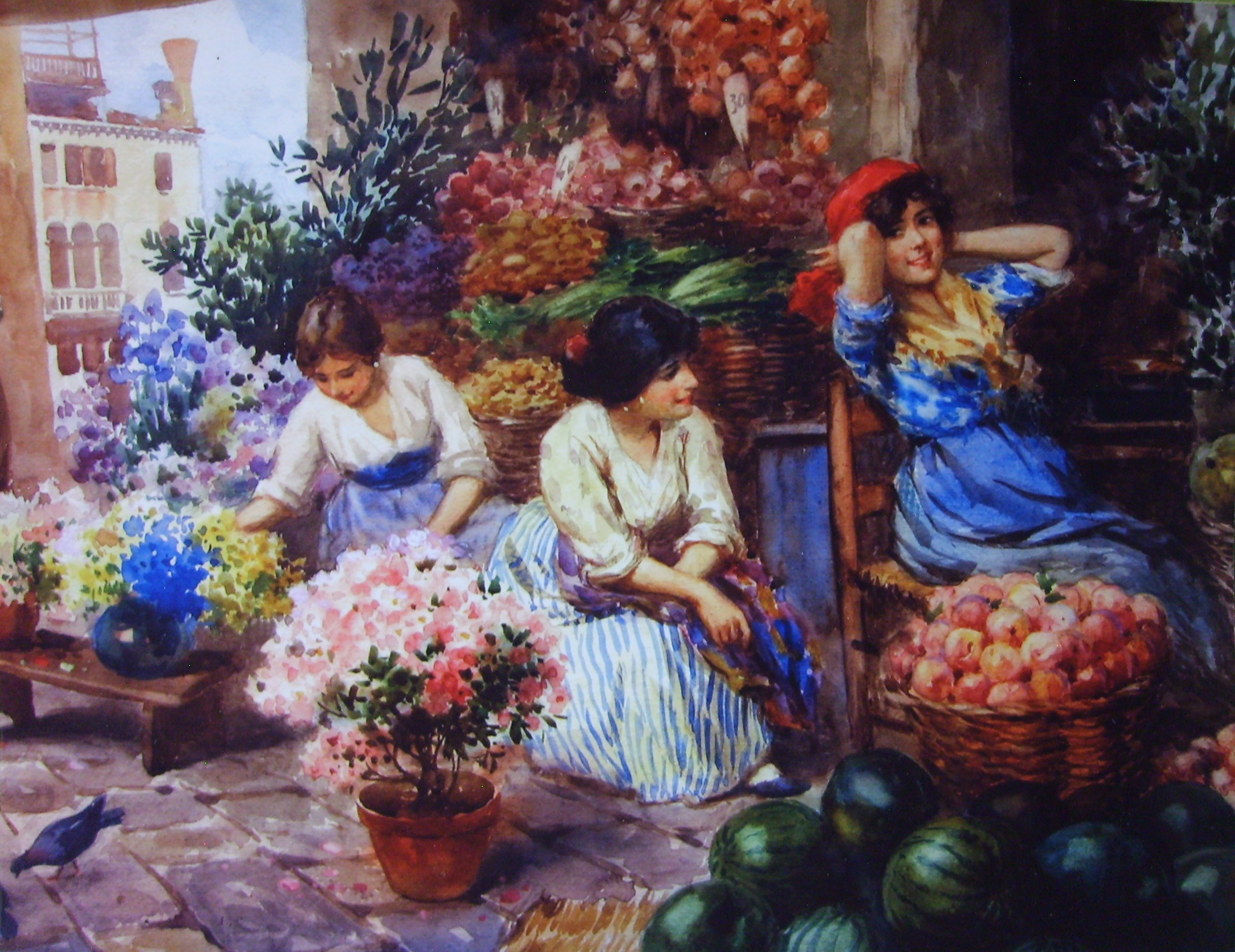
Acuarela de la escuela española en el Museo Bello y Zetina.

Cuenta con diez salas cuyo uso y objetos se conservan tal y como cuando era habitada. Destaca la colección pictórica con obras de pintores de la escuela flamenca, española, alemana y mexicana, de los siglos XV al XX y de autores como Murillo, Zurbarán, Goya, Benlliure, Vedoya, Martí y Alsina, Degrain, Markó, Borgraf y los mexicanos: Miguel Cabrera, Vallejo, Ibarrarán y Ponce, Agustín Arrieta, Francisco Morales, Luis Lagarto, Mariano Caro, Daniel e Ignacio Dávila, los hermanos Márquez entre otros, que abarcan temas de bodegones, retratos, paisajes y escenas costumbristas en diversas técnicas y materiales.
Además de las 162 pinturas, se hallan 20 esculturas, 116 muebles, objetos de porcelana, marfil, bronce, cristal, objetos personales, objetos de plata y fotografías familiares.

## Salas

### Francisca Acedo de Bello
Pinturas de la escuela flamenca como Salida de Lot de Sodoma, atribuida a Pedro Pablo Rubens del siglo XVII, y de la escuela francesa como Torso de Hombre, de Teodore Gericault, siglo XIX.

### Dolores Zetina de Bello
Pinturas de Bartolomé Esteban Murillo, Éxtasis de San Francisco de Asís; y Francisco de Zurbarán, San Pedro; El Profeta Elías, atribuido a El Greco. Destaca una réplica a escala de la escultura ecuestre de Luis XIV de Francia.

### Julia de Haro y Bretón de Bello
La recámara de los esposos Bello es una réplica de la de Napoleón I. Destaca El Patrocinio de San José, por Miguel Cabrera; y un mantón de Manila con bordados en alegres colores.

### José Luis Bello y Haro
Pueden verse aquí dibujos de Julio Ruelas y grabados de José Nava y Francisco de Goya, El Conde Duque de Olivares. Además una sala de ébano con incrustaciones, obra francesa del siglo XIX.

### Salas José Luis Bello y González
Biblioteca y despacho que se conserva intacta con sus muebles Chippendale del s. XVIIIy el retrato de don José Luis Bello y Zetina, firmado por Ignacio Dávila Tagle en 1971.

### Rodolfo Bello y Acedo
La primera de estas cuatro salas alberga pinturas de la escuela mexicana como San José y Santa Teresa de Jesús, de Miguel Cabrera, y dos oleos de Francisco Morales Van den Eyden. Pueden admirarse además 23 pisapapeles millefiore de cristal de Baccarat.
En la segunda sala destacan pinturas de Agustín Arrieta y el retrato de Pizzaro, de José Luis Rodríguez Alconedo. En la siguiente se exhiben pinturas italianas, neerlandesas y alemanas, y la pieza más antigua del museo: La Resurrección de Lázaro, copia en acuarela sobre pergamino atribuida a Alberto Durero.
En la última sala se muestra un hermoso comedor de cedro del siglo XIX estilo renacimiento italiano en donde periódicamente se disponen aquí vajillas y cistalería de Bohemia y Baccarat.